# Wentlooge
Wentlooge (en anglais) ou Gwynllŵg (en gallois) est une communauté du borough de comté de Newport, au pays de Galles.

## Géographie
Wentlooge se trouve à 7 km au sud-ouest du centre-ville de Newport, dans la région naturelle des Wentloog Levels (en), entre la South Wales Main Line au nord et le canal de Bristol au sud. La communauté comprend les hameaux de St Brides Wentloog / Llansanffraid Gwynllŵg (en) et Peterstone Wentlooge / Llanbedr Gwynllŵg (en).

## Démographie
Au recensement de 2011, la communauté de Wentlooge comptait 737 habitants.

## Culture locale et patrimoine
La communauté de Wentlooge abrite trois monuments classés :
- l'église Saint-Pierre de Wentlooge (en), qui remonte au milieu du XVe siècle, est un monument classé de grade I[3] ;
- l'église Sainte-Brigitte de St Brides Wentloog (en), reconstruite au XVe siècle, est un monument classé de grade II*[4] ;
- le phare de West Usk, en activité entre 1821 et 1922, est un monument classé de grade II[5].